# Abdelmadjid Tebboune
Abdelmadjid Tebboune (în arabă عبد المجيد تبون, romanizat: ʿAbd al-Majīd Tabbūn; n. 17 noiembrie 1945, Mecheria, Franța) este un politician algerian care ocupă în prezent funcția de președinte al Algeriei (din decembrie 2019) și pe cea de ministru al apărării. A preluat puterea de la fostul președinte Abdelaziz Bouteflika și de la fostul șef de stat interimar Abdelkader Bensalah. Anterior, a fost prim-ministru al Algeriei din mai 2017 până în august 2017. În plus, a fost și Ministru al locuințelor din 2001 până în 2002 timp de un an și din nou din 2012 până în 2017 timp de 5 ani.

## Viața timpurie și educația
Abdelmadjid Tebboune s-a născut la 17 noiembrie 1945 în Méchria, în actuala provincie Naâma, în Algeria, pe atunci teritoriul Aïn-Sefra. Provine dintr-o familie din comuna Boussemghoun, în prezent în provincia El Bayadh, situată în regiunea Hautes Plaines din sud-vestul Algeriei. Tatăl său este  șeic membru al Asociației Ulemelor Musulmani Algerieni și, a fost militar. Mama lui a fost  țărancă. Este căsătorit cu Fatima Zohra Bella, și are cinci copii: Saloua, Maha, Salaheddine Ilyes, Mohamed și Khaled.
A absolvit Școala Națională de Administrație în 29 iulie 1969 (a doua promoție, „Larbi Ben M'Hidi”, secția economică și financiară).